# Тонга на літніх Олімпійських іграх 2000
Тонга брала участь у Літніх Олімпійських іграх 2000 року у Сіднеї (Австралія) уп'яте за свою історію, але не завоювала жодної медалі. Збірну країни являло троє спортсменів (у тому числі — одна жінка), які брали участь у змаганнях з легкої і важкої атлетики.

## Легка атлетика
Спортсменів — 2
Чоловіки
| Спортсмен     | Вид  | Забіг     | Забіг | Чверть- фінал | Чверть- фінал | Півфінал   | Півфінал   | Фінал      | Фінал      |
| Спортсмен     | Вид  | Результат | Місце | Результат     | Місце         | Результат  | Місце      | Результат  | Місце      |
| ------------- | ---- | --------- | ----- | ------------- | ------------- | ---------- | ---------- | ---------- | ---------- |
| Толутау Коула | 100м | 11,01     | 9     | Не пройшов    | Не пройшов    | Не пройшов | Не пройшов | Не пройшов | Не пройшов |

Жінки
| Спортсмен        | Вид               | Забіг     | Забіг | Чверть- фінал | Чверть- фінал | Півфінал   | Півфінал   | Фінал      | Фінал      |
| Спортсмен        | Вид               | Результат | Місце | Результат     | Місце         | Результат  | Місце      | Результат  | Місце      |
| ---------------- | ----------------- | --------- | ----- | ------------- | ------------- | ---------- | ---------- | ---------- | ---------- |
| Ана Сіулоло Ліку | 100 м з бар'єрами | 14,58     | 8     | Не пройшла    | Не пройшла    | Не пройшла | Не пройшла | Не пройшла | Не пройшла |

## Важка атлетика
Спортсменів — 1
Чоловіки
| Спортсмен         | Категорія | Маса   | Ривок | Ривок | Ривок | Поштовх | Поштовх | Поштовх | Всього | Місце |
| Спортсмен         | Категорія | Маса   | 1     | 2     | 3     | 1       | 2       | 3       | Всього | Місце |
| ----------------- | --------- | ------ | ----- | ----- | ----- | ------- | ------- | ------- | ------ | ----- |
| Тевіта Кава Нгалу | 105 кг    | 103,96 | 122.5 | 127.5 | 130   | 162.5   | 167.5   | 167.5   | 295    | 13    |